# Литература Молдовы
Молдавская литература включает в себя литературу Молдавского княжества, позднее запрутской Молдавии, Бессарабии, Молдавской АССР, Молдавской ССР и современной Республики Молдова независимо от языка.

## История
Созданию молдавской письменной литературы предшествовало богатое устное народное творчество, возникшее в X—XI веках: календарная и семейная обрядовая поэзия («Плугушорул»), сказки, героический эпос («Гидра», «Тома Алимош», «Богатырь Груя Грозован», «Михул Копилул», «Кодряну», «Корбя»), исторические песни («Дука Водэ», «Бужор», «Тобулток»), народные легенды, пословицы, поговорки, лирические песни-дойны, баллады («Солнце и луна», «Богач и бедняк», «Долка»). 
Крупнейший памятник молдавской лироэпической народной поэзии — баллада «Миорица», различные версии которой были распространены также по всей Румынии. 
Борьба народа против османских завоевателей отражена в балладе «Колодец мороза», распространённой как в Молдавском княжестве, так и в Валахии.

### Средние века
Первые памятники письменности появились на территории современной Молдовы на рубеже IX—X вв. на церковно-славянском (среднеболгарском) языке молдавской редакции, являвшемся до XVII века официальным языком церкви и государства, а также литературным языком. На этом языке создана значительная религиозная и историческая литература («Житие святого Иоанна Нового» и проповеди Григория Цамблака (иерарха молдавской церкви в 1401—1403 гг.); анонимные летописи Молдавского княжества XV—XVI вв., летописи Макария, Евфимия, Азария в XVI в. и другие). 

Первая молдавская книга — «Казания» (толкование евангелий) митрополита Варлаама (1590—1657) издана в 1643 году. Преемник Варлаама, митрополит Дософтей (1624-93), переложил на молдавском языке «Псалтырь» в стихах. Дософтею принадлежит известное изречение: «Свет идёт к нам из Москвы…» («De la Moscova vine lumina…»).
С XV века молдавская литература испытала на себе большое влияние латинской культуры, проводниками которой были доминиканцы и францисканцы, и южно-славянской — Сербии и Болгарии. 
Первая половина XVII века ознаменовывается пробуждением национального сознания среди румын. 
Молдавский господарь Василий Лупу открывает высшее учебное заведение, несколько типографий (с 1642 года), издаёт первое молдавское «Уложение» — закон о закрепощении крестьян, предоставляющий ряд привилегий крупному помещичьему классу.
Во второй половине XV века в Молдавском княжестве появляется и развивается историческая литература. Хроники составлялись по велению и под надзором господарей и были предназначены для прославления их деяний. При дворе Стефана Великого была составлена официальная хроника на славянском языке, оригинал которой не сохранился, однако её содержание сохранилось в пяти редакциях: Анонимная хроника, Путнянская летопись (в двух списках), молдаво-германская хроника, молдаво-русская хроника и молдо-польская хроника. Все редакции включают время правления Стефана Великого, отражая основное содержание оригинала. Вместе с тем в каждой из хроник существуют и некоторые различия и добавления переписчиков.
Молдавская хронография на славянском языке продолжала развиваться и в XVI веке. Хроника епископа Романа Макария, составленная по поручению Петра Рареша, охватывает исторические события, происходившие между 1504—1551 гг. Игумен Евфимий из Каприянского монастыря продолжает труд Макария, описывая историю Молдавского княжества в период 1541—1554 гг. по поручению Александра Лэпушняну. События 1554—1574 гг. были описаны в хронике монаха Азария, ученика Макария, по указу Петра Хромого. Основная идея хроник XVI века — это идея укрепления центральной власти. Азарий был последним представителем школы придворных летописцев.
«Летописи Молдавского княжества»освещают эпоху с XIV по XVIII вв. В них описывается деятельность отдельных князей и монастырей — монополистов христианской культуры того времени. С XVII века летописание начало вестись на молдавском языке. Известны летописцы Григорий Уреке (90-е годы XVI века — 1647), Мирон Костин (1633—1691), Ион Некулче (1672—1746).
На уровень тогдашней европейский науки молдавская историография поднялась в произведениях Дмитрия Кантемира. Дмитрий Кантемир был автором наиболее полной на протяжении двух веков истории турок. Его «История роста и упадка Османской империи» (1714) была переведена на многие европейские языки. Ценным в историческом, этнографическом и географическом плане является «Описание Молдовы», написанное Кантемиром в 1716.

### Новое время
Лишь в конце XVIII — начале XIX веков возникает светская литература. В 1780 году вышла грамматика Самуэла Мику «Элементы дако-романского языка» (на латинском языке). О социальном движении начала XIX века повествует хроника Алеку Бедимана «Tragodia sau mai bine a zice jalnica Moldovei întâmplare după răzvrătirea grecilor», в которой описывается крестьянское восстание 1821 года против помещиков-бояр. Устное творчество первой половины XIX века отражает классовую борьбу крестьянской бедноты с боярами в Молдавии и Валахии. Выделяются «Гайдуцкие песни». Помещичья буржуазная литература рисует гайдуков злодеями, убийцами, но в народных песнях они воспеваются как герои-борцы за крестьянские права. Обычно распространённая молдавская народная песня («дойна»).
В начале XIX века выступают писатели: Георге Асаки (основатель первой молдавской газеты «Румынская пчела» в 1829 году), Александру Донич, Алеку Руссо, Константин Стамати, Богдан Петричейку Хашдеу, Михаил Когэлничану.
Когэлничану издаёт в Молдавии журнал «Дачия литерарэ]» (Литературная Дакия) и исторический журнал «Архива ромыняскэ» (Румынский архив), а в 1844 году вместе с И. Гикэ, Василе Александри и Константином Негруцци выпускает литературный журнал «Пропэширя» (Возрождение), который через некоторое время был закрыт цензурой.
Константин Негруцци — основатель молдавской прозы. Он принимал активное участие в крестьянском восстании 1821 года, бежал в Бессарабию, где познакомился с Пушкиным и находился под его большим влиянием.
Во второй половине XIX века молдавская литература подпадает под влияние буржуазной культуры, преимущественно французской. Латинское течение, возникшее в Трансильвании, имеет немало последователей в Молдавии и Валахии. Определённое влияние на молдавскую литературу оказывала также и германская литература.
Следует отметить поэта и драматурга Василе Александри (1821—1890), который был активным участником национального движения за объединение Молдавии и Валахии, участником революции 1848 года, руководителем журналов «Прогресс», «Литературная Дакия», основателем журнала «Литературная Румыния». В 1888 году Елена Севастос издала сборник «Кынтече молдовенеште» (Молдавские песни). Национализм, эстетизм, идеализация народного творчества характеризуют фольклорные сборники того времени. Представителем старых бояр-консерваторов является критик Титу Майореску, организатор партии консерваторов. Популярен Богдан-Петричейку Хашдеу — редактор газеты «Троян» и сатирического журнала «Чериенок».
Писатель Николай Истрати был первым историческим драматургом на молдавском языке, он основал несколько школ в Молдове.
Критики отмечали, что в литературе запрутской Молдовы и других областей Румынии началось утверждение офранцуженной румынской культуры. XIX век также отмечен распространением националистической литературы. В этот же период работал Ион Крянгэ.

### Молдавская АССР
С 1926 году газета «Плугарул рошу» («Красный пахарь»), издававшаяся в Тирасполе, уделяет сперва уголок молдавской литературе, а затем начинает выходить «Паӂина литерарэ» («Литературная страница»), преобразовавшаяся к 1 мая 1927 года в журнал «Молдова литерарэ» («Литературная Молдова»). В апреле 1927 года организуется союз молдавских советских писателей «Рэсэритул» (Восход). В конце 1931 года при союзе молдавских писателей в Тирасполе создаются секции «Тинеримя» (Молодёжь) и «Уларф» (Локаф). В ноябре 1931 года журнал «Молдова литерарэ» реорганизуется в политико-литературный и публицистический ежемесячный журнал «Октябрю» — орган Союза писателей и социолого-литературной секции Молдавского научного комитета. С 1930 года начинает выходить пионерский журнал «Скынтэю Ленинист» («Ленинская искра»).
Первым советским молдавским писателем Молдавской АССР можно считать Д. П. Милева. В своих рассказах Милев изображает в ярких красках зверства, террор румынского фашизма в бессарабской деревне, протест и сопротивление крестьян. Но Милев показывает крестьянство Бессарабии как недиференцированную массу, выдвигающую отдельных героев. Революционное движение изображено у него стихийным и бесперспективным. Некоторые произведения подёрнуты налётом пессимизма.
Михай Андриеску происходит из крестьянской семьи в Бессарабии, коммунист. Андриеску — поэт-энтузиаст. Его работы: «Навалире» (Наступление), «Григорий Малини», «Черный флажок».
Мозеш Кахана, родившийся в Трансильвании, Австро-Венгрия (теперь в Румынии), был первым председателем Союза писателей Молдовы. Он был вовлечен в движение пролеткулт и опубликовал стихи и эссе в различных советских журналах. Он также внес вклад в развитие эсперанто в Молдове и остальной части СССР.
Феодор Малай (Пхунел) — родился в селе Недушита в Бессарабии, служил батраком. Активный участник гражданской войны, организатор сельскохозяйственных коммун, старый член коммунистической партии. В 1929 вышел сборник его стихотворений «Оцелу жиу». Тематика творчества Малая исключительно разностороння. Она охватывает основные вопросы Октябрьской революции, диктатуры пролетариата, классовой борьбы. Особое внимание писателя привлекали проблемы соцстроительства, обороны СССР, партийной и комсомольской жизни.
Энтузиастом в создании и развитии советской молдавской литературы является Лехтцир — один из организаторов Союза молдавских советских писателей и молдавского литературного журнала «Молдова литерарэ». В ранних стихах Лехтцир нередко подражал народному творчеству («дойнам»). Были у Лехтцира уже в первый период творчества попытки показать революционное движение в Бессарабии. Такова книжка стихов «Поезий». В период 1928—1929 Лехтцир выступает с критическими очерками. Сборник стихов «Ын флакари» (В пламени, 1931) обнаруживает заметный идейно-художественный рост Лехтцира. Помещённая в сборнике поэма «Никита» показывает классовую борьбу в колхозе. Произведение «Кэдереа епигонилор» (Падение эпигонов) свидетельствует о вступлении Лехтцира на путь социалистического реализма. Лехтциру принадлежат также и первые опыты в области молдавской драматургии. Его пьеса «Кодряну» изображает классовую борьбу в крепостной Молдавии — моменты революционно-бунтарского движения крепостного крестьянства под руководством «гайдука». Пьеса «Бируинца» (Победа) показывает ударничество, новые социалистические методы труда.
Поэт Леонид Корняну писал на темы социалистического строительства. Позднейшие произведения поэта — «Тираспол» (поэма, 1932), «Сымбатику» (Субботник), «Нипру» (Днепр), «Катурь» — определённо указывают на идейно-художественный рост его творчества. Поэма «Тираспол» даёт яркую картину столицы Молдавской АССР — Тирасполя, показывает грандиозное строительство и перспективы этого города. В книжке «Катурь» Корнфельд изображает достижения на фронте социалистической стройки. Корнфельд сыграл большую роль в создании детской молдавской литературы («Пионерий ын цэх» и др.).
Следует отметить произведения поэта-комсомольца Кафтанаки: рассказ «Чабаница», поэмы «Донбасул алб» (Белый Донбасс), «Грейлер Элеватор», «Фулжераря» (Метель).
Среди советских писателей Молдавской АССР видное место занимал прозаик Марков, батрак по происхождению. Главные произведения: «Че а фост, ну а май фи» (Так было, но так не будет), «Лупта» (Борьба), «За власть советов» (сборник рассказов, 1930), «Кувынтул виу» (сборник стихотворений, 1930), «Чёрная долина» и др.
Прозаик И. Канна — по происхождению бедняк. Был пастухом и батраком. Принимал активное участие в гражданской войне. Тематика Канны: гражданская война («Ын плен ла Деникин», «Ын лазарет», «Цылула» и др.), социалистическое строительство на селе, коллективизация сельского хозяйства («Кынд ноурий сынгроашы», «Фрасына трактористка» и др.).
Также видное место занимали Кириченко Гроза Бабич, Кабак («Кадре пентру кадре» [За кадры]), Кишинёвский («Екскурсия» [Экскурсия]), Батриноя («Май сус факлия арле» [Пусть выше факелы горят]), Шьобану («Хыртиуцыле» [Листки]), Дойбань.

### Бессарабия в составе Румынии
Участниками подпольного революционного движения и антифашистской борьбы в Бессарабии были писатели Емелиан Буков (1909—1984) и Андрей Лупан (1912-92). Интересны сборники стихов Букова «Речь солнца» (1937) и «Китай» (1938). К этому периоду относится начало литературной деятельности и других писателей: Джордже Менюка (1918—87), Богдан Истру (1914-1993), Т. Ненчева (1913-41), Ливиу Деляну (1911-67), Н. Костенко (р. 1913), А. Робота (1916-41), Г. Адама (1914-46), Веры Панфил (1905—61), Д. Ветрова (1913-52) и др.

### Молдавская ССР
В Советской Армии служили писатели: П. Крученюк (р. 1917), Ф. Пономарь (1919-68), Я. Кутковецкий (1907 — 71), Пётр Дариенко (р. 1923), Самсон Шляху (р. 1915), Александр Липкан (1908—1977), Лев Барский и др. В годы войны плодотворно развивались поэзия и публицистика. Стихи и проза Емилиана Букова, Богдана Истру, Андрея Лупана, Георгия Менюка, И. Д. Чобану (р. 1910), Ливиу Деляну и других печатались в газете «Молдова сочиалистэ» («Социалистическая Молдавия», издавалась в 1942-1944 в Москве), в центральных газетах и журналах, передавались по радио. 
В русском переводе вышли в Москве сборники стихов Букова «Я вижу тебя, Молдавия» (1942) и «Весна на Днестре» (1944).
Послевоенные годы были плодотворны для развития всех жанров молдавской литературы. Крупные эпические произведения — поэмы «Андриеш» (1946) (по которой был снят одноимённый фильм) и «Страна моя» (1947) Букова, «Забытая деревня» (1940) и «Лицом к лицу» (1945) Лупана, «Погорна» (1947) и «Весна в Карпатах» (1955) Истру, «Песня зари» (1948) Менюка, «Бессмертная молодость» (1950) Деляну, «Слово матери» (1952) Крученюка, «Дружба» (1948) Пономаря и другие — отразили борьбу против фашистских захватчиков, коллективизацию в правобережных районах республики, борьбу за мир. 
На эти годы приходится творчество поэтов П. Дариенко, И. Л. Балцана (р. 1923), В. Рошки (р. 1925), К. Кондри (р. 1920), П. И. Заднипру (р. 1927), А. Бусуйока (р. 1928), А. М. Гужеля (р. 1922), В. Телеукэ (р. 1933), Г. Виеру (р. 1935). П. Боцу (р. 1933), А. Чиботару (р. 1935), Э. Лотяну (р. 1936), Л. Дамиана (р. 1935) и др.
Получают широкое признание читателей и критики повести и романы: «Листья грусти» (1957) Иона Друцэ (р. 1928), «Кодры» (книги 1-2, 1954-57) И. Чобану (р. 1927), «Солдат идёт за плугом» (1957) и «Нижняя окраина» (1962) Шляху, «Люди и судьбы» (1958) А. Шаларь (р. 1923), «Ветер в лицо» (1957) и «Где твои пахари, земля?» (1963) Анны Лупан (р. 1922), «Метель» (1960) Е. Дамиан (р. 1924), «Один перед лицом любви» (1966) Бусуйока, «Крик стрижа» (1966) Владимира Бешлягэ (р. 1931) и др. Успешно развиваются жанры очерка и рассказа, с которыми выступают многие из названных писателей, а также Менюк, Буков, Рошка, В. Малева (р. 1926), Василе Василаке (р. 1926), Алексей Маринат (р. 1924), Р. Лунгу (р. 1928) и др.
В развитии драматургии видное место занимают пьесы «Свет» (1948) Лупана, «Бурлящий Дунай» (1957) Букова, «Колесо времени» (1959) Анны Лупан, «Нелетающие птички» (1957) Рахмиля Портного (1908-65), «Горечь любви» (1958) Корняну, «Каса маре» (1960) и «Птицы нашей молодости» (1972) Друцэ, «Дети и яблоки» (1961) Кондри, пьесы Г. Маларчука (р. 1934), Бусуйока, И. Подоляну (р. 1929) и др.
В 1960-х — 1970-х гг. появляется ряд значительных произведений поэзии и прозы. Среди них роман «Мосты» (1965) Чобану, 1-я ч. романа «Бремя нашей доброты» (1968; под названием «Степные баллады», 1963) Друцэ, сборники стихов «День настоящий, день грядущий» (1965) Букова, «Закон гостеприимства» (1966) Лупана, «Материки» (1966) Боцу, «Корни» (1966) Л. Дамиана, «Стихи» (1965) Григория Виеру, «Олений остров» (1966) Виктора Телеукэ, «Ступени» (1970) А. Чиботару и др.
Издаются молдавские писатели-классики, на молдавский язык переводятся произведения русской литературы, литератур народов СССР, а также шедевры мировой литературы. В области перевода работали И. Крецу (р. 1922), Александру Козмеску (р. 1922), П. Старостин (р. 1924), Юрий Баржанский (р. 1922) и др.
На русском языке в Молдавской ССР писали прозаики Л. Мищенко (р. 1924), С. Пасько (р. 1914), Г. Успенский (р. 1905),  Г. А. Немчинов (р. 1935), поэты К. Шишкан (р. 1933), Н. Савостин (р. 1926), В. Измайлов (р. 1926), С. Бурлака (р. 1923), Чирков. В. А.(р. 1933) и др. Изданы книги гагаузских литераторов Д. Карачобана (р. 1933) и Д. Танасоглу (р. 1922). В Молдавской ССР работал ряд критиков и литературоведов; здесь были изданы 1-й том истории дооктябрьской молдавской литературы, очерк истории советской молдавской литературы, ряд монографий, посвящённой классикам и современным писателям Молдовы, многие произведения молдавских литераторов переводились на языки народов СССР и на иностранные языки.
В 1940 году был создан Союз писателей Молдавской ССР (см. Союз писателей СССР). 1-й съезд Союза писателей Молдавии состоялся в 1954 году, 2-й — в 1958, 3-й — в 1965, 4-й — в 1971.